# Église Saint-Ménas de Dryopída
Ne doit pas être confondue avec l'église Saint-Ménas de Štava, en Serbie.
Église Saint-Ménas ou Hagios Minas (grec moderne : Άγιος Μηνάς) est une église orthodoxe chrétienne et un monument classé à Dryopída de Kythnos, en Grèce.

## Localisation et description
L'église, dédiée à saint Ménas, est située à Dryopída. C'est un édifice d'une seule pièce avec un toit en tuiles et à deux versants. Le monument possède une icοnostase en bois sculpté, dont la majeure partie est ornée et de construction ancienne, complétée par des ajouts plus récents aux extrémités. Cette iconostase, en bon état, a vraisemblablement été transférée à Hagios Minas d'une autre église. L'intérieur de l'église contient encore une épitaphe élaborée et un trône de despote,.
L'église est classée depuis 1987 comme un monument de la période byzantine et post-byzantine. L'église fête son saint le 11 novembre et la célébration est accompagnée d'un festival.